# Pietro Guarneri
Pietro Guarneri  (auch Pietro Guarneri II und Pietro Guarneri da Venezia; * 14. April 1695 in Cremona; † 7. April 1762 in Venedig) war ein italienischer Geigenbauer. Manchmal wird der Sohn von Giuseppe Giovanni Battista Guarneri, filius Andreae („Sohn des Andreas)“, auch als Pietro da Venezia („Peter von Venedig“) bezeichnet. Er war der letzte bedeutende Geigenbauer aus der Familie Guarneri.
Guarneri lebte bis 1718 in Cremona bei seinem Vater, mit dem er sich jedoch überwarf. Er verließ Cremona 1718 auf Dauer und siedelte sich zwischen 1722 und 1724 in Venedig an. Dort verbesserte er die ihm aus der väterlichen Werkstatt bekannten Instrumente mit den in Venedig gebräuchlichen Arbeitstechniken. Vermutlich traf er in Venedig auf die Geigenbauer Montagnana und Tononi. In Venedig waren zu jener Zeit auch Matteo Gofriller, Carlo Annibale Tononi, Francesco Gobetti, Domenico Montagnana und Sanctus Seraphin tätig. Guarneri heiratete am 5. April 1728 Angiola Maria Ferrari, mit der er zehn Kinder hatte. Die ersten der von ihm mit einem eigenen Herkunftsnachweis versehenen Instrumente entstanden in Venedig um 1730. Sie sind selten und ähnlich teuer wie die seines Vaters und seines Onkels Pietro Giovanni Guarneri aus Mantua.

## Bekannte Instrumente
- 1723: Violine, „Thibaud“
- 1726: Violoncello, „Esterhazy“
- 1739: Violoncello, „Beatrice Harrison“
- 1747: Violine, „Joachim“